# 전사 후 변형
전사 후 변형(轉寫後變形, 영어: post-transcriptional modification)은 대부분의 진핵세포에 공통적으로 존재하는 일련의 생물학적 과정으로 유전자로부터 전사된 RNA 1차 전사체가 화학적으로 변형되어 성숙한 RNA 분자가 생성되는 과정이며, 성숙한 RNA 분자는 핵을 떠나 세포에서 다양한 기능을 수행할 수 있다. 많은 유형의 전사 후 변형은 다양한 종류의 분자 메커니즘을 통해 달성된다.
한 가지 예는 전구체 mRNA 전사체를 성숙한 mRNA로 전환하는 것이며, 이러한 성숙한 mRNA는 나중에 단백질로 번역될 수 있다. 이 과정에는 RNA 분자의 화학 구조를 크게 변형시키는 3가지 주요 단계(5' 캡 첨가, 3' 폴리아데닐화 꼬리 첨가, RNA 스플라이싱)가 포함된다. 전사에 의해 생성된 초기 전구체 mRNA는 보통 엑손(암호화 서열)과 인트론(비암호화 서열)을 모두 포함하고 있기 때문에 이러한 처리는 진핵생물의 유전체(게놈)의 정확한 번역에 있어서 중요하다. 스플라이싱은 인트론을 제거하고 엑손을 직접적으로 이어붙이며, 캡과 꼬리는 mRNA를 리보솜으로 운반하는 것을 촉진하고, mRNA 분자를 분해로부터 보호한다.
전사 후 변형은 궁극적으로 tRNA, rRNA 또는 세포에서 사용되는 다른 종류의 RNA를 생성하는 다른 전사물의 처리 중에 일어날 수도 있다.

## 같이 보기
- 번역 후 변형
- RNA 편집
- RNA 시퀀싱